# Effetto Magnus
L'effetto Magnus, scoperto da Heinrich Gustav Magnus (1802-1870), è un fenomeno fisico responsabile della variazione della traiettoria di un corpo rotante in un fluido in movimento.

## Descrizione

Effetto Magnus e relativa turbolenza

Un corpo in rotazione in un fluido trascina con sé lo strato di fluido immediatamente a contatto con esso, e quest'ultimo, a sua volta, trascina con sé lo strato attiguo: attorno al corpo rotante si formano così strati di fluido rotanti su circonferenze concentriche.
Se il corpo ha un moto di traslazione rettilinea, è come se venisse investito da una corrente di fluido che si muove in direzione opposta a quella del corpo (nel nostro caso quindi verso destra). Se il moto è puramente di traslazione rettilinea, le linee di corrente saranno ugualmente spaziate tra loro intorno al corpo.
Nel momento in cui il corpo è dotato di moto sia rotatorio che traslatorio, la velocità del fluido aumenta superiormente o inferiormente al corpo a seconda del verso di rotazione di quest'ultimo, proprio per il trascinamento del fluido attorno al corpo stesso (gli strati di fluido in rotazione accelerano il moto della corrente relativa - dovuta alla traslazione opposta - di verso concorde e ne riducono la velocità nella zona in cui i versi di corrente e rotazione sono invece discordi).
La forza prodotta è una portanza, del tutto simile a quella generata dall'ala di un aereo, causata dalla differenza di pressione del fluido sulla superficie dell'oggetto. La maggiore velocità del fluido nella zona superiore dell'oggetto provoca un abbassamento della pressione, con conseguente spinta verso l'alto a causa della pressione più elevata esercitata sulla zona sottostante (dove la velocità del fluido è minore).

## Applicazioni
Esempi tipici di tale effetto sono i colpi in topspin o backspin nel tennis e nel tennistavolo, la rotazione del pallino causata dall'Hop-Up nei fucili da softair. Nei tiri "a effetto" nel gioco del calcio il calciatore, colpendo la palla "di taglio" con le ultime tre dita del piede, le imprime una rotazione sull'asse che determina la più o meno accentuata incurvatura della traiettoria che è funzione della velocità angolare.
Questo effetto è sfruttato anche in automobilismo sportivo (macchine di formula a ruote scoperte), in quanto la rotazione dei semiassi e soprattutto degli pneumatici, con diametro e quindi velocità periferica ben più alti, permette d'ottenere un miglioramento del carico verticale. In altre soluzioni si tende a coprire il semiasse e non sfruttarne l'effetto.

### Applicazioni inusuali

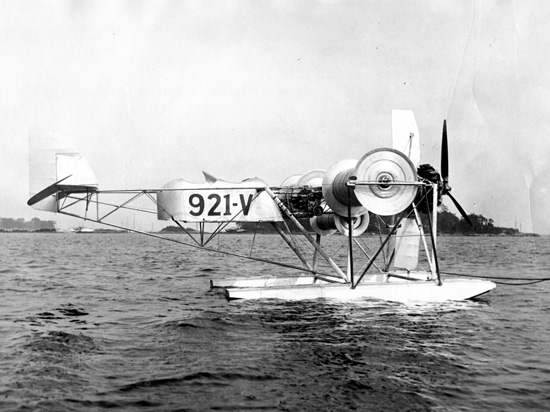
Plymouth A-A-2004 realizzato nel 1930

Questo effetto venne sfruttato anche per la realizzazioni di barche ed aerei. Il primo aereo con tale sistema venne realizzato nel 1910, però l'invenzione non ebbe successo. La prima nave fu costruita a nel 1924 (la Buckau), ma solo negli 2000 idea tornò in auge e furono realizzate varie imbarcazioni, come la E-Ship 1, Uni-Cat Flensburg e Barbara.